# Laurent Schwartz
Laurent-Moïse Schwartz (5. března 1915 v Paříži – 4. července 2002 v Paříži) byl francouzský matematik. Za svoji významnou matematickou práci zahrnující teorii distribuce získal v roce 1950 Fieldsovu medaili.

## Život
Mimo jiných učitelských míst učil od roku 1959 do roku 1980 na École polytechnique.
Vedle své vědecké práce byl známým otevřeným intelektuálem. Přikláněl se ke komunismu, odmítal však Stalinovu totalitu. Vedl kampaň proti francouzské koloniální válce v Alžírsku. Protože byl Žid, během druhé světové války působil skrytě pod pseudonymem Laurent Sélimartin.
Získal četná ocenění Francouzské akademie věd a čestné doktoráty univerzit v Berlíně, Bruselu, Tel Avivu, Montréalu a Athénách. V roce 1972 byl zvolen členem Francouzské akademie věd. V roce 1962 byl prezidentem Société Mathématique de France.